# Louis Pilot
Louis Pilot (Esch-sur-Alzette, 1940. november 11. – Senningen, 2016. április 16.) válogatott luxemburgi labdarúgó, középpályás, edző.

## Sikerei, díjai
- Az év luxemburgi labdarúgója: 1966, 1970, 1971, 1972
- Az év luxemburgi sportolója: 1968, 1969

 Standard Liège
- Belga bajnokság
  - bajnok: 1962–63, 1968–69, 1969–70, 1969–71
- Belga kupa
  - győztes: 1965–66, 1966–67